# Erigone irrita
Erigone irrita là một loài nhện trong họ Linyphiidae.
Loài này thuộc chi Erigone. Erigone irrita được Rudy Jocqué miêu tả năm 1984.